# 赫爾佐克鎮區 (堪薩斯州埃利斯縣)
赫爾佐克鎮區（英語：Herzog Township）為美國堪薩斯州埃利斯縣轄下的鎮區。2010年美国人口普查中此鎮區人口有894人。

## 地理
赫爾佐克鎮區涵蓋總面積為326.1平方（125.91平方英里），其中陸地面積為325.5平方（125.67平方英里），水域面積為0.62平方（0.24平方英里）或0.19%。海拔高度567（1,860英尺）。

## 人口統計
根據2010年美國人口普查，赫爾佐克鎮區人口有894人，其中男性有458人，女性有436人，人口密度為每平方公里2.74人，住房計424戶。鎮區內的白人有882人，非裔美國人有2人，美洲原住民有2人，亞裔美國人有0人，太平洋島裔美國人有0人，其他種族有1人，混血種族則有7人。此外鎮區內有2人為西班牙裔或拉丁裔美國人。此鎮區之年齡中位數為39.6歲，而男性年齡中位數為38.2歲，女性年齡中位數為42.0歲。

## 交通

### 主要公路
- 70號州際公路
- 40號美國國道
- 255號堪薩斯州州道